# Robert B. Sherman
Robert Bernard Sherman (New York City, 19 dicembre 1925 – Londra, 6 marzo 2012) è stato un compositore e paroliere statunitense di colonne sonore cinematografiche e di musical.
Lavorava in coppia col fratello Richard M. Sherman.

## Colonne sonore
- Il cowboy con il velo da sposa (1961)
- I figli del capitano Grant (1962)
- Magia d'estate (1963)
- La spada nella roccia (1963)
- Mary Poppins (1964)
- F.B.I. - Operazione gatto (1965)
- Il libro della giungla (1967)
- Il più felice dei miliardari (1967)
- Pazza banda di famiglia (1968)
- Gli Aristogatti (1970)
- Pomi d'ottone e manici di scopa (1971)
- Snoopy cane contestatore (1972)
- La meravigliosa, stupenda storia di Carlotta e del porcellino Wilbur (1973)
- Tom Sawyer (1973)
- Huckleberry Finn (1974)
- La scarpetta e la rosa (1974)
- Le avventure di Winnie the Pooh (1977)
- La più bella avventura di Lassie (1978)
- Magic Journeys (1982)
- Il compleanno di Ih-Oh (cortometraggio) (1983)
- Piccolo Nemo - Avventure nel mondo dei sogni (1992)
- The Mighty Kong (1998)
- Winnie the Pooh: Tempo di regali (1999)
- T come Tigro... e tutti gli amici di Winnie the Pooh (2000) (collaborazione)

### Film in cui sono state utilizzate vecchie loro canzoni
- Saving Mr. Banks (2014)
- Il libro della giungla (2016)
- Ritorno al Bosco dei 100 Acri (2018)

## Premi Oscar Miglior Colonna Sonora

### Vittorie
- Mary Poppins (1965)

### Nomination
- Pomi d'ottone e manici di scopa (1972)
- Tom Sawyer (1974)
- La scarpetta e la rosa (1978)

## Premi Oscar Miglior Canzone

### Vittorie
- Mary Poppins (1965)

### Nomination
- Citty Citty Bang Bang (1969)
- Pomi d'ottone e manici di scopa (1972)
- La scarpetta e la rosa (1978)
- La più bella avventura di Lassie (1979)